# Gel balistico

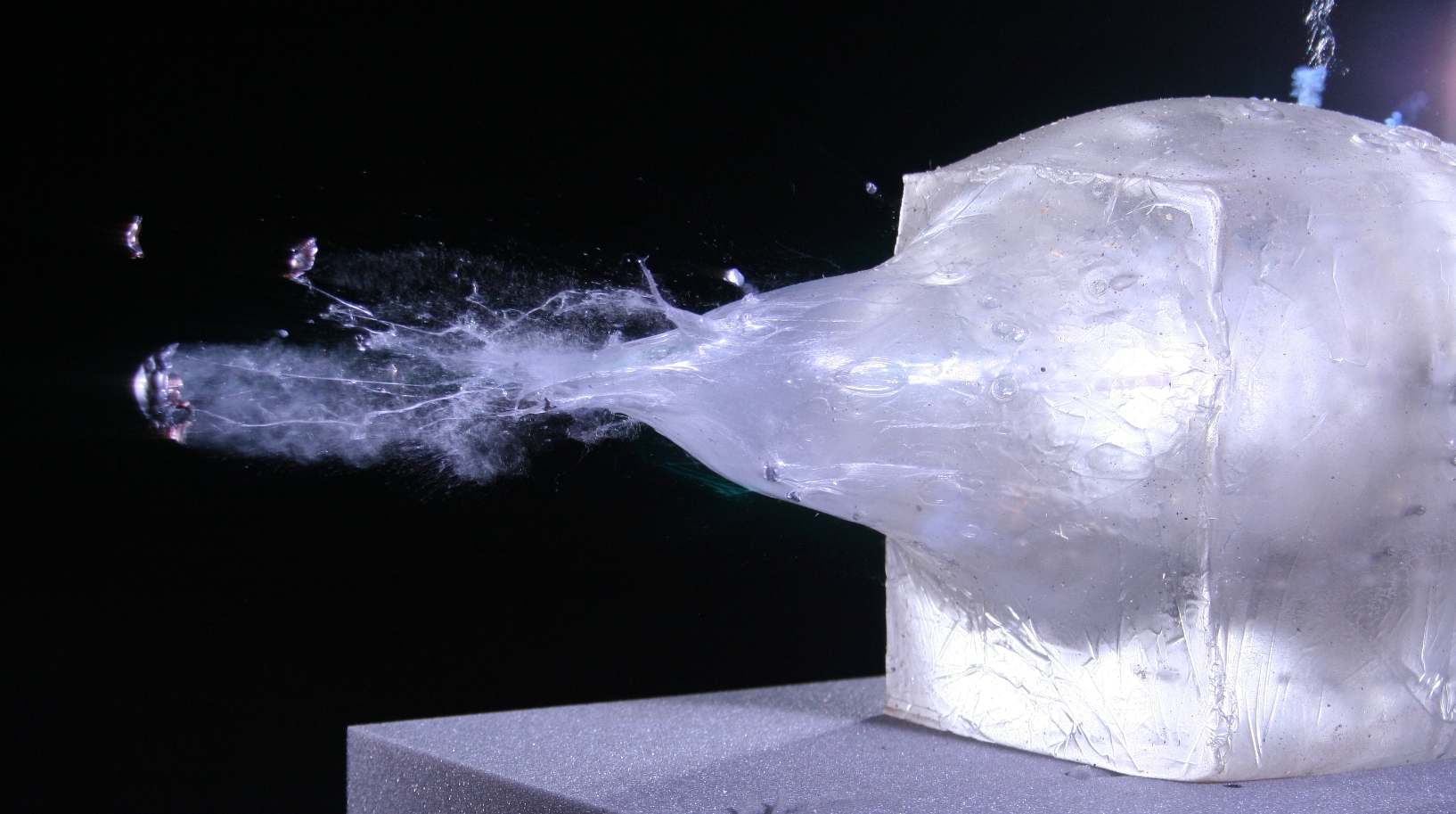
Fotografia della frammentazione terminale di un proiettile .243 Winchester dopo essere passato attraverso un cubo in gel balistico

Il gel balistico (o gelatina balistica) è una sostanza artificiale usata per testare scientificamente gli effetti causati dalla penetrazione dei proiettili delle armi da fuoco nei tessuti muscolari, simulandone la densità e la viscosità.
Il gel, la cui composizione è una soluzione di polvere di gelatina mescolata con acqua, fu sviluppato e migliorato da Martin Fackler ed altri ricercatori nel campo dei traumi balistici.. Sebbene il gel non riproduca interamente la struttura di un corpo di un essere umano (essendo privo di pelle all'esterno e di ossa all'interno), si comporta efficacemente nella maggior parte dei test balistici. Inoltre è molto più semplice da gestire rispetto ai tessuti muscolari reali, poiché è facilmente controllabile e modellabile, il che consente confronti più consistenti ed affidabili nel campo della balistica terminale.